# Cantone di Palanda
Il cantone di Palanda è un cantone dell'Ecuador che si trova nella provincia di Zamora Chinchipe.
Il capoluogo del cantone è Palanda.

## Suddivisione
Il cantone è suddiviso in quattro parrocchie (parroquias): Vergel, Palanda, El Porvenir, Valladolid.